# ناوشکن موشک‌انداز

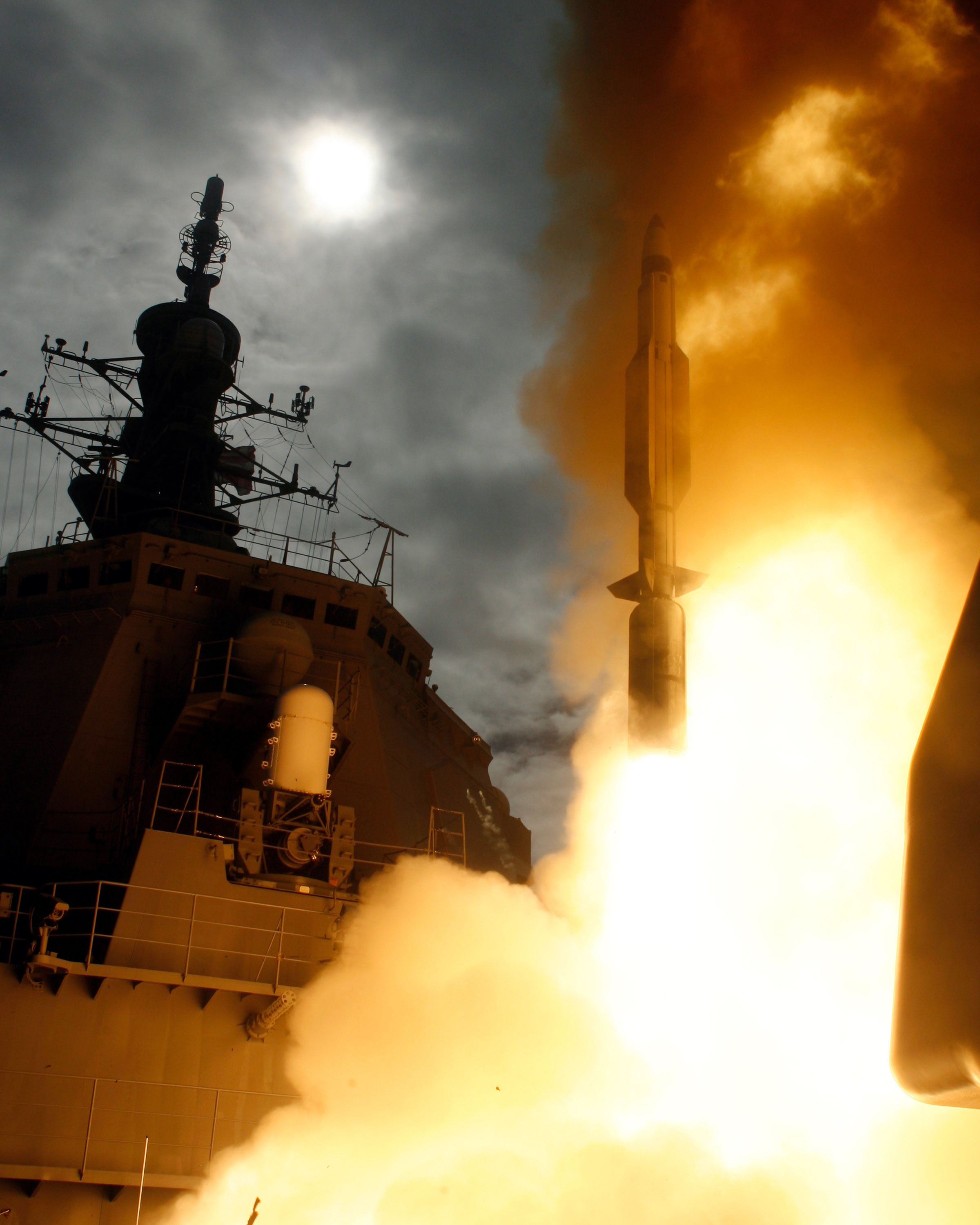
ناوشکن ژاپنی جی‌دی‌اس کونگو در حال شلیک یک موشک ضدبالیستیک استاندارد ۳

ناوشکن موشک‌انداز (انگلیسی: Guided missile destroyer) نوعی ناوشکن است که توانایی پرتاب موشک هدایت‌شونده را دارد. استاندارد نامگذاری ناتو برای این نوع از شناور، DDG است. بسیاری از این نوع ناوشکن‌ها، علاوه بر موشک‌های هدایت‌شونده همچنین موشک‌های ضدزیردریایی، موشک‌های سطح‌به‌هوا و موشک‌های سطح‌به‌سطح نیز حمل می‌نمایند. آن‌ها علاوه بر آتشبار، معمولاً با دو موشک‌انداز تجهیز می‌شوند که اغلب از نوع سیستم موشک‌انداز عمودی هستند. انواع خاصی از آن‌ها مجهز به سیستم رادار پیشرفته هستند و می‌توانند در دفاع موشکی یا دفاع ضد موشک بالستیک به کار روند. این ویژگی، به خصوص پس از حذف رزم‌ناو‌ها از نیروی دریایی کشورهای جهان، بسیار سودمند است، چرا که جای خالی برخی از کاربردهای ناوها باید توسط سایر شناورها جبران شود.